# Eve: Burst Error
Eve: Burst Error est un jeu vidéo de type visual novel sorti au Japon en 1995, développé par C's Ware. Le jeu a été écrit et produit par Hiroyuki Kanno et la musique a été composée par Ryu Umemoto. Le jeu introduit une forme de gameplay non linéaire unique à l'époque de sa sortie.